# Кумануди
Кумануди су српска породица грчког порекла из које потичу Константин Кумануди, министар финансија и председник београдске општине, Андрија Кумануди, директор Народне банке, и др.

### Порекло
Породица Кумануди је грчког порекла. У Србију су дошли из Једрена 1829, а пореклом су из Трапезунтa. Славу нису славили. Славили су имендане, које славе сви православни хришћани. Осим тога држали су „завет“ на Св. Харалампија и Св. Варвару, јер су породицу док је живела у Дринопољу (Једрене, Адријанопољ) сачували од куге.

### Димитрије Кумануди
Димитрије Кумануди је са Деспином рођ. Карамузи имао сина Атанасија Куманудија (рођ. 1812) и Ђорђа.

### Атанасије Кумануди
Атанасије Кумануди, трговац, прво је са 12 година био запослен (школовање у занату) код Терзибашића у Београду. Имао је синове Јована, Стефана и Константина.
- Проф. др Стефан Кумануди, професор класичне филологије у Атини.
- Константин Кумануди
- Јован Кумануди.

#### Др Стефан Кумануди
Проф. др Стефан Кумануди (1818-1899) био је веома угледан професор класичне филологије на Атинском универзитету.
Рођен у Једрену, Стефан Кумануди (или Стефанос Куманудис) студирао је филозофију, латински и немачки језик у Минхену, а затим у Берлину и Паризу. Постављен је за професора латинског језика на Атинском универзитету и 36 година био секретар Археолошког друштва Грчке. Отпочео је прва систематска археолошка ископавања у Атини и ударио темеље Археолошког музеја у Атини, једног од најважнијих те врсте у свету. Његов речник грчког (Συναγωγή νέων λέξεων υπό λογίων πλασθεισών από της Αλώσεως μέχρι των καθ’ ημάς χρόνων) проглашен је за дело културне баштине и прештампано 1980. у Атини. Његов латинско-грчки речник и данас је у широкој употреби у Грчкој.

#### Константин Кумануди
Костантин Коста Кумануди био је минисар финансија, председник београдске општине.

#### Јован Кумануди
Јован Кумануди оженио се Хризантом Зинзифа, родом из Битоља, чији ујак је био директор царине Гута. Њихова деца су Андрија, Димитрије, Милева и Катарина. 
Јован Кумануди је умро у Београду 1866. године. Био је „правителствени банкар” 1844. године (што нема везе с Народном банком која је основана 1884. године). Као „правителствени банкар” вршио је плаћања у име српске државе (углавном исплату данка Порти) и замену оштећеног новца из државне благајне Поседовао је више некретнина у Београду (неколико кућа, међу њима и Грчку краљицу, коју је наследила кћи Милева, и једну пивару на Јалији). Са Миланом Миловуком је издавао Трговачке новине (1861-1862).
Андрија Кумануди, син Јованов, био је директор Народне банке ("правитељствујушчи банкар"), власник, између осталог, кафане „Грчка краљица”, раније „Деспотов хан“ у данашњој Кнез Михаиловој улици. После је ова кафана била власништву Милеве Кумануди (уочи Другог светског рата).
Димитрије Кумануди, син Јованов (* 1855 – † 1924). У младости радио у дипломатији. Љубитељ коња, суоснивач Дунавског кола јахача "Кнез Михаило".

### Ђорђе Кумануди
Ђорђе Кумануди, брат Атанасијев, имао је синове Димитрија, Атанасија, Куманудија, Александра Куманудија и Ђорђа Куманудија.
- Димитрије Кумануди.
- Атанасије Кумануди.
- Кумануди Кумануди.
- Александар Кумануди.
- Ђорђе Кумануди.

### Породичне куће и имања
Андрија Кумануди директор Народне банке ("правитељствујушчи банкар"), био је власник, између осталог, кафане „Грчка краљица“, раније „Деспотов хан“ у данашњој Кнез Михаиловој улици. После је ова кафана била власништву Милеве Кумануди (уочи Другог светског рата). 